# Earl May
Earl Charles Barrington May (* 17. September 1927 in New York City; † 4. Januar 2008 in South Orange) war ein US-amerikanischer Jazz-Bassist des Modern Jazz und Swing.

## Leben und Wirken
Earl May begann seine Karriere 1949 in New York City, wo er u. a. in Minton’s Playhouse mit Musikern wie Lester Young, Mercer Ellington spielte. 1951 wurde Earl May Mitglied des Trios des Pianisten Billy Taylor, mit dem er in Clubs wie dem Hickory House, Birdland und dem Downbeat Club auftrat. In dieser Zeit arbeitete er auch mit Charlie Parker, Miles Davis und spielte auf dem Prestige-Album Lush Life von John Coltrane mit. 1959 war er an Chet Bakers Album Plays The Best Of Lerner And Loewe beteiligt.
1959 verließ Earl May das Billy Taylor Trio, um seine eigene Formation zu gründen; außerdem arbeitete er einige Monate mit Phineas Newborn zusammen, dann als musikalischer Direktor und Arrangeur für die Sängerin Gloria Lynne. Während der 1960er Jahre spielt er auch elektrischen Bass und leitete ein Quartett im New Yorker Playboy Club. Außerdem nahm er mit Dizzy Gillespie, Frank Foster, Cab Calloway, Tommy Flanagan, Linda Hopkins, Doc Cheatham, Charles Brown, Jon Hendricks, Charlie Rouse, Shirley Scott, Sonny Stitt und Winard Harper Schallplatten auf. In den 1970er Jahren begleitete er den Sänger Johnny Hartman.
May war Mitglied im Barry Harris Trio und spielte eine Rolle in der New Yorker Swingszene, spielte auf Swing-Veranstaltungen im Trio von Junior Mance, Benny Powells „The Gift of Love“-Quintett und mit seinem eigenen Quintett, aus dem Altsaxophonisten David Glasser, dem Pianisten Kenny Ham und dem Schlagzeuger Eddie Locke. Seine Schallplatten erschienen auf dem Swinglabel Arbors Records. Mit Billy Taylor nahm er 2003 erneut ein Album auf, mit Percy Brice als Schlagzeuger.
Earl May galt als einer der wenigen linkshändigen Bassisten des Jazz.

## Diskographische Hinweise
- Swinging the Blues (Arbots, 2003)